# 하늘종개
하늘종개(학명: Cobitis taenia)는 유라시아 대륙 전체에서 관찰되는 기름종개의 일종으로, 몸길이 12cm에 몸무게 20~60g에 달하는 소형 어종이다.